# Bergen må vika och högarna falla
Bergen må vika och högarna falla är en frikyrklig psalmsång med text av Lina Sandell-Berg och musik upptecknad av C. P. R.. I Sionstoner 1889, Hemlandssånger 1891 och Lilla Psalmisten 1909 har texten två verser.

## Publicerade i
- Pilgrimssånger 1859
- Sionstoner 1889 som nr 671
- Hemlandssånger 1891 som nummer 307 under rubriken "Kärleken - Bönen".[1]
- Metodistkyrkans psalmbok 1896 nr 216
- Svensk söndagsskolsångbok 1908 som nr 196 under rubriken "Guds barns trygghet"
- Lilla Psalmisten 1909 som nr 247 under rubriken "Avslutningssånger."
- Guds lov 1935 som nr 366 under rubriken "Erfarenheter på trons väg."
- Sionstoner 1935 som nr 481
- Lova Herren 1988 som nr 389 under rubriken "Trons grund"